# (10650) Houtman
Pour les articles homonymes, voir Houtman.
(10650) Houtman est un astéroïde de la ceinture principale.

## Description
(10650) Houtman est un astéroïde de la ceinture principale. Il fut découvert le 24 septembre 1960 à l'observatoire Palomar par Cornelis Johannes van Houten et Ingrid van Houten-Groeneveld. Il présente une orbite caractérisée par un demi-grand axe de 2,23 UA, une excentricité de 0,12 et une inclinaison de 3,0° par rapport à l'écliptique.

## Compléments